# Rob van Daal
Rob van Daal (Raamsdonksveer, 22 februari 1962) is een Nederlandse zanger en schilder. 

## Biografie
Van Daal had na zijn middelbare school verschillende baantjes. Uiteindelijk werd hij dj in een café in Geertruidenberg. Omdat hij regelmatig meezong, werd hij bekend als De zingende barkeeper. Hij kreeg een contract bij een platenmaatschappij en kon hier Nederlandstalig repertoire opnemen. Hij werd vooral bekend door zijn singles Ik wil een kus en In dat kleine cafeetje. Hij zingt naast eigen repertoire ook covers van Nederlandstalige liederen, waaronder Nathalie (origineel C'est la vie - falderie van René Riva). Van Daal is ook een carnavalzanger met liedjes als Hé trut en Ik ben het noorden kwijt. Van Daal bracht in 2012 een muziek-dvd Rob van Daal in concert uit. Hierbij waren er ook gastoptredens van Stef Ekkel, Dirk Meeldijk en Jolanda Zoomer. In 2013 deed hij mee met de talentenjacht Bloed, zweet & tranen op SBS6.
In het najaar van 2016 bracht hij het lied Oh Sylvana uit, met daarin onder meer de regels "Waarom pak jij je koffers niet? " en "Wat ben jij toch een zielepiet". Volgens sommigen verwijst dit naar Sylvana Simons en verwijst zielepiet naar de zwartepietendiscussie, maar volgens hem zelf is het een verwijzing naar een Russische vrouw.
In 2020, door een daling van het aantal optredens door Covid-19, heeft Rob een oude hobby opnieuw opgepakt, namelijk de schilderkunst. Zijn werk laat zich omschrijven als abstract en kleurrijk. Er worden werken van Rob van Daal getoond op diverse exposities, onder andere in Knokke-Heist en Barcelona.

## Discografie

### Albums
| Album met eventuele hitnotering(en) in de Nederlandse Album Top 100 | Datum van verschijnen | Datum van binnenkomst | Hoogste positie | Aantal weken | Opmerkingen |
| ------------------------------------------------------------------- | --------------------- | --------------------- | --------------- | ------------ | ----------- |
| Omdat we vrienden zijn                                              | 2009                  | 02-05-2009            | 45              | 4            |             |
| Nu lacht geluk me toe                                               | 2011                  |                       |                 |              |             |

### Singles
| Single met eventuele hitnotering(en) in de Nederlandse Top 40 | Datum van verschijnen | Datum van binnenkomst | Hoogste positie | Aantal weken | Opmerkingen                                  |
| ------------------------------------------------------------- | --------------------- | --------------------- | --------------- | ------------ | -------------------------------------------- |
| Valeria                                                       | 2002                  | -                     |                 |              | #58 in de Single Top 100                     |
| Ik wil een kus                                                | 2003                  | -                     |                 |              | #88 in de Single Top 100                     |
| Geef mij maar jou                                             | 2004                  | -                     |                 |              | #37 in de Single Top 100                     |
| Ik wil haar voorgoed vergeten                                 | 2006                  | -                     |                 |              | #93 in de Single Top 100                     |
| Manuel of Manuela                                             | 2007                  | -                     |                 |              | #95 in de Single Top 100                     |
| Leven lukt me niet met jou                                    | 2008                  | -                     |                 |              | #25 in de Single Top 100                     |
| Ik mis je zo...                                               | 2008                  | -                     |                 |              | met Richard Janse / #31 in de Single Top 100 |
| We benne op de wereld                                         | 2009                  | -                     |                 |              | #43 in de Single Top 100                     |
| Marie Louise                                                  | 2010                  | -                     |                 |              | #68 in de Single Top 100                     |
| Ik ga leven                                                   | 2010                  | -                     |                 |              | #28 in de Single Top 100                     |
| Leef & geniet                                                 | 2010                  | -                     |                 |              | met Ivan / #73 in de Single Top 100          |
| Kan ik daar wat aan doen?                                     | 2011                  | -                     |                 |              | #38 in de Single Top 100                     |
| Een bosje rozen                                               | 2012                  | -                     |                 |              |                                              |
| Oh Sylvana                                                    | 2016                  | -                     |                 |              |                                              |

Schatje (2020)